# Arpaillargues-et-Aureillac
Arpaillargues-et-Aureillac är en kommun i departementet Gard i regionen Occitanien i södra Frankrike. Kommunen ligger i kantonen Uzès som tillhör arrondissementet Nîmes. År 2022 hade Arpaillargues-et-Aureillac 1 048 invånare.

## Befolkningsutveckling
Antalet invånare i kommunen Arpaillargues-et-Aureillac
Referens:INSEE